# Йонінський парк «Теджанґим»
Йонінський парк «Теджанґим» (кор. 용인 대장금 파크), раніше відомий як MBC Dramia (кор. MBC 드라미아) — це знімальний майданчик, що розташований на відкритому просторі в місті Йонін у провінції Кьонгі, Південна Корея та є власністю Munhwa Broadcasting Corporation. Він був побудований у 2005 році і вперше був відкритий для туристів у 2011. Його загальна площа становить 2,500,000 m², де площа фактичного знімального майданчика — 165,000 m². Його теперішня назва походить від титулярного персонажа дуже успішної драми 2003 року каналу MBC, коли минула назва була створена зі слів «драма» та «утопія». Такі серіали, як «Сонце в обіймах Місяця», «Тон І» і «Королева Сондок» були зняті в цьому місці. Комплекс представляє постійний знімальний майданчик, який вдає будинки з ер Трьох корейських держав, Корьо і Чосону, а також працює, як інтерактивний центр для корейської хвилі.

## Серіали зняті в Йонін MBC Теджанґим Пак
Наступні телевізійні серіали були зняті в Йонін MBC Теджанґим Пак:
- Чан Йон Шіль (2016)
- Сплеск Сплеск Кохання (2015)
- Учений, який гуляє вночі (2015)
- Чудова політика (2015)
- Засяй або зійди з розуму (2015)
- Журнал нічного сторожа (2014)
- Трикутник (2014)
- Імператриця Кі (2014)
- Дочка короля, Су Бек Хян (2014)
- Богиня вогню (2013)
- Книга сім'ї Ку (2013)
- Хо Чун, Оригінальна історія (2013)
- Доктор короля (2012)
- Аран та Магістрат  (2012)
- Доктор Чін (2012)
- Мушін (무신) (2012)
- Сонце в обіймах Місяця (2012)
- Кєбек (2011)
- Дует (2011)
- Дон І (2010)
- Королева Сондок (2009)
- І Сан (2007)
- Джумонг (2006)
- Шін Тон (2005)
- Те Чан Ким (2003)